# Cantó de Vitry-le-François-Est
El cantó de Vitry-le-François-Est és un cantó francès del departament del Marne, situat al districte de Vitry-le-François. Té 15 municipis i part del de Vitry-le-François.

## Municipis
- Ablancourt
- Aulnay-l'Aître
- Bignicourt-sur-Marne
- La Chaussée-sur-Marne
- Couvrot
- Frignicourt
- Lisse-en-Champagne
- Luxémont-et-Villotte
- Marolles
- Merlaut
- Saint-Amand-sur-Fion
- Saint-Lumier-en-Champagne
- Saint-Quentin-les-Marais
- Soulanges
- Vitry-en-Perthois
- Vitry-le-François (part)

## Història
| Data d'elecció                           | Identitat          | Partit                    | Qualitat |
| ---------------------------------------- | ------------------ | ------------------------- | -------- |
| 1945-1955                                | Hippolyte Tramet   | Radical                   |          |
| 1955-1967                                | M. Lamort          | Divers droite, després CD |          |
| 1967-1973                                | Jean Bernard       | UDR                       |          |
| 1973-1976                                | Charles Baudoin    | UDR                       |          |
| 1976-2008                                | Jean-Marc Teissier | PS                        |          |
| 2008-                                    | Mariane Dorémus    | PS                        |          |
| les dades anteriors no són pas conegudes |                    |                           |          |
|                                          |                    |                           |          |